# DSA-355
La DSA-355 es una carretera perteneciente a la Red Secundaria de la Diputación Provincial de Salamanca que une la  DSA-350  con la  DSA-350 .

## Origen y Destino
La carretera  DSA-355  tiene su origen en Zamarra en la intersección con la carretera  DSA-350 , y termina en la intersección con la carretera  DSA-350  en Serradilla del Llano, formando parte de la Red de carreteras de Salamanca.